# Peridea murina
Peridea murina är en fjärilsart som beskrevs av Sergius G. Kiriakoff 1974. Peridea murina ingår i släktet Peridea och familjen tandspinnare. Inga underarter finns listade i Catalogue of Life.